# Giovanni Borgherini col maestro-astrologo
Giovanni Borgherini col maestro-astrologo è un dipinto a olio su tela (47x60,7 cm) attribuito a Giorgione, databile al 1505 circa e conservato nella National Gallery of Art di Washington.

## Storia
L'opera è forse quella che Vasari vide in casa di Giovanni Borgherini a Firenze, ricordandola come di mano di Giorgione, eseguita a Venezia quando il protagonista era giovane. Si legge infatti nell'edizione delle Vite del 1568: "In Fiorenza è di man sua [di Giorgione] in casa de' figliuoli di Giovan Borgherini il ritratto d'esso Giovanni, guando era giovane in Venezia, e nel medesimo quadro il maestro che le guidava; che non si può veder in due teste né più bella tinta di ombre". Probabilmente il committente era stato quindi suo padre Salvi Borgherini, a Venezia con Giovanni dal 1504.
L'opera restò poi forse agli eredi, finché il cavalier Pier-Francesco Borgherini non la portò a Milano, nelle sue collezioni. Nel 1923 venne venduta a Sir Herbert Frederick Cook che la portò in Inghilterra, alla Doughty House, presso Richmond, nel Surrey. Fu di nuovo venduta nel 1932 e nel 1960, quando l'acquistò Michael Straight, cittadino americano, che la fece portare nella sua residenza di Alexandria, in Virginia. Nel 1974 venne infine donata al museo statunitense.

## Descrizione e stile
Su uno sfondo scuro si vedono le facce di un giovinetto, riccamente abbigliato, e di un uomo che lo istruisce tenendo in mano una sfera armillare e un cartiglio in cui si legge la massima "NON VALET. / INGENIVM.NISI / FACTA/ VALEBVNT" ("Il talento non ha valore se non è seguito dai traguardi" o "non è sufficiente l'ingegno se non seguono i fatti").
L'atmosfera soffusa, i campi di colori smorzati senza confini netti sono tipici dello stile dell'autore, mentre è più rara la brillantezza cromatica delle vesti e degli incarnati rispetto allo sfondo scuro. Qualche perplessità, che genera l'incertezza attributiva, è legata alla qualità dell'opera, non eccelsa, forse per via di restauri inappropriati.
Il maestro-astrologo potrebbe essere identificato con l'umanista veneziano Trifone Gabriel, del quale il Borgherini fu l'allievo prediletto negli anni veneziani. A testimonianza di questo rapporto resta l'opera di carattere politico intitolata Della Repubblica de'Viniziani di Donato Giannotti (1540), immaginata come un dialogo avvenuto a Padova, in casa di Pietro Bembo, tra il Gabriel e il Borgherini. La sfera armillare tenuta in mano dalla figura del maestro sarebbe un accenno agli interessi astronomici dell'umanista veneziano, poi condensati dal nipote Jacopo Gabriel nel Dialogo della Sfera. L'iscrizione del cartiglio rimanda a quell'unità di pensiero ed azione, a quella coerenza morale che Trifone Gabriel perseguì per tutta la sua vita.